# نیوکاسل (ایندیانا)
نیوکاسل، ایندیانا (به انگلیسی: New Castle, Indiana) یک شهر در ایالات متحده آمریکا با جمعیت ۱۸٬۱۱۴ نفر است که در ایندیانا واقع شده‌است.

## موقعیت جغرافیایی
موقعیت جغرافیایی شهرها و مناطق اطراف به شرح زیر است: